# Baimashania
Baimashania är ett släkte av korsblommiga växter. Baimashania ingår i familjen korsblommiga växter.
Kladogram enligt Catalogue of Life:
| Baimashania | \| \| Baimashania pulvinata \| \| \| \| \| \| Baimashania wangii \| \| \| \| |
|             | \| \| Baimashania pulvinata \| \| \| \| \| \| Baimashania wangii \| \| \| \| |
|             | Baimashania pulvinata                                                        |
|             |                                                                              |
|             | Baimashania wangii                                                           |
|             |                                                                              |